# Narkotikabrott
Narkotikabrott är brott mot narkotikastrafflagen, det vill säga allt olovligt havande av narkotika samt dess spridande; i en del länder, inklusive Sverige, även bruk. I Sverige räknas det som ett allmänfarligt brott.